# Valentino Fioravanti
Valentino Fioravanti, italijanski operni skladatelj, * 11. september, 1764, Rim, Italija, - † 16. junij 1837, Capua, Italija. 
Fioravanti velja za pomembnega skladatelja komičnih oper med Domenicom Cimaroso in Gioacchinom Rossinijem. Napisal je okoli 70 oper, najbolj znana je opera »Le cantatrici villane« /slov. Vaške pevke/, uprizorjena leta 1799. 
Opero so na naših odrih uprizorili leta 1977 v Mariboru.
Vincenzo Fioravanti (1799-1877), njegov sin, je bil prav tako skladatelj, ki je spisal 35 oper.